# Gang Olsena w amoku
Gang Olsena w amoku (duń. Olsen-Banden går amok) – duński film komediowy z 1973 roku, piąty film z popularnej serii o gangu Olsena. Film jest kontynuacją filmu Wielki skok gangu Olsena z 1972 roku.
Po raz pierwszy w tym filmie pojawił się detektyw Jensen (Axel Strøbye), sfrustrowany i pozbawiony złudzeń policjant ścigający gang w kolejnych filmach.

## Fabuła

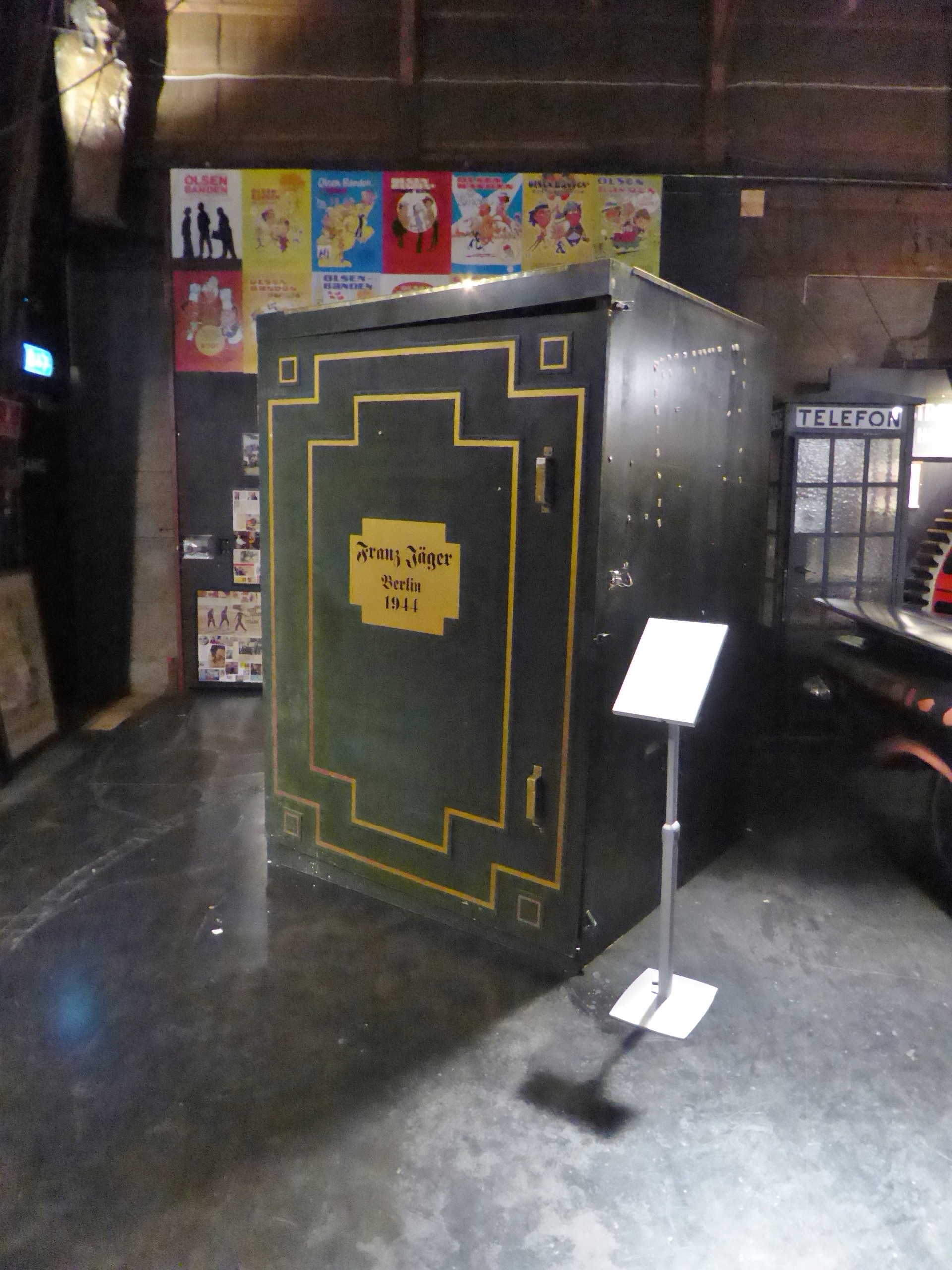
Sejf Franz Jäger

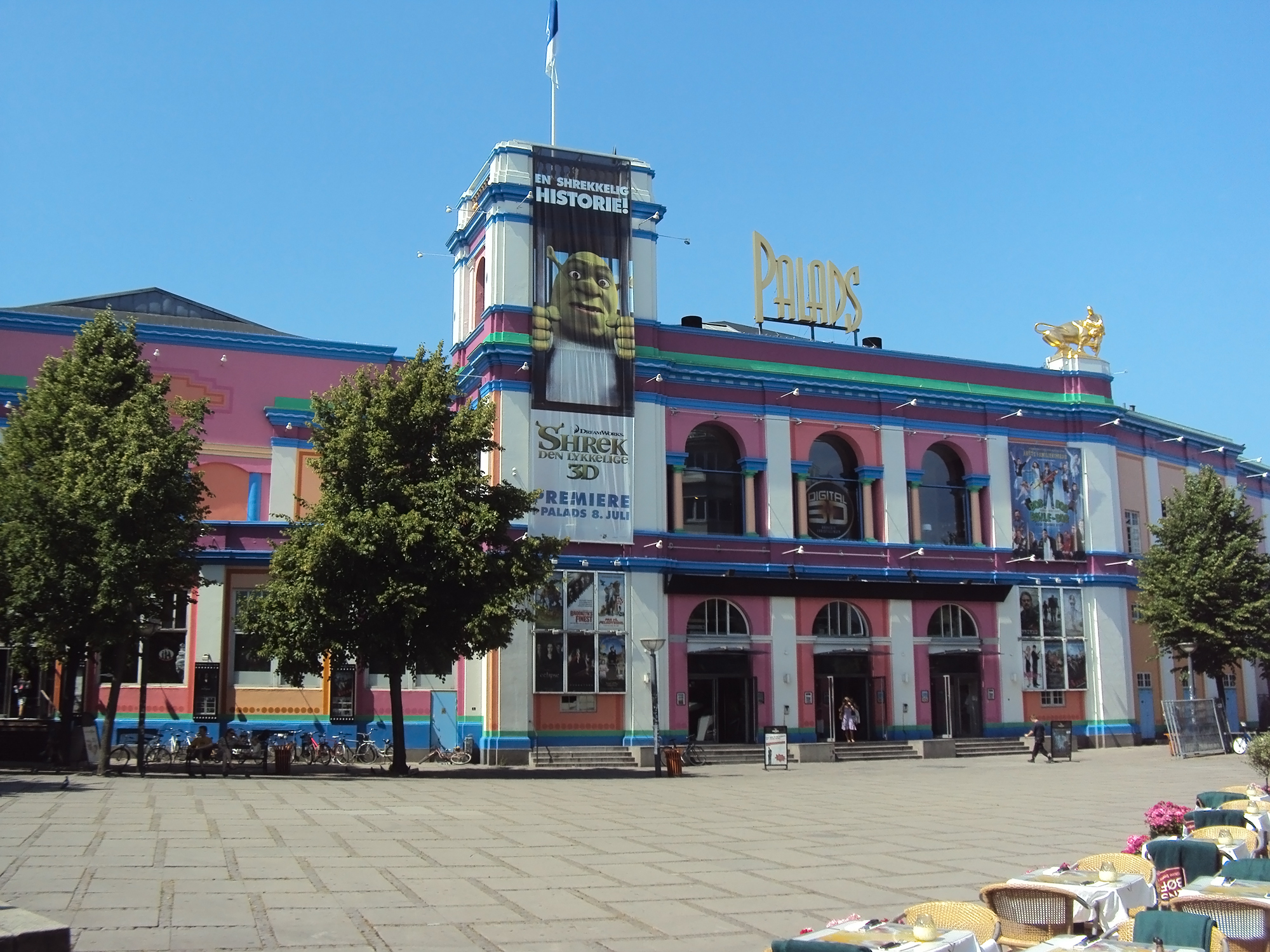
Kino Paladis, które gang Olsena usiłuje obrabować na początku filmu

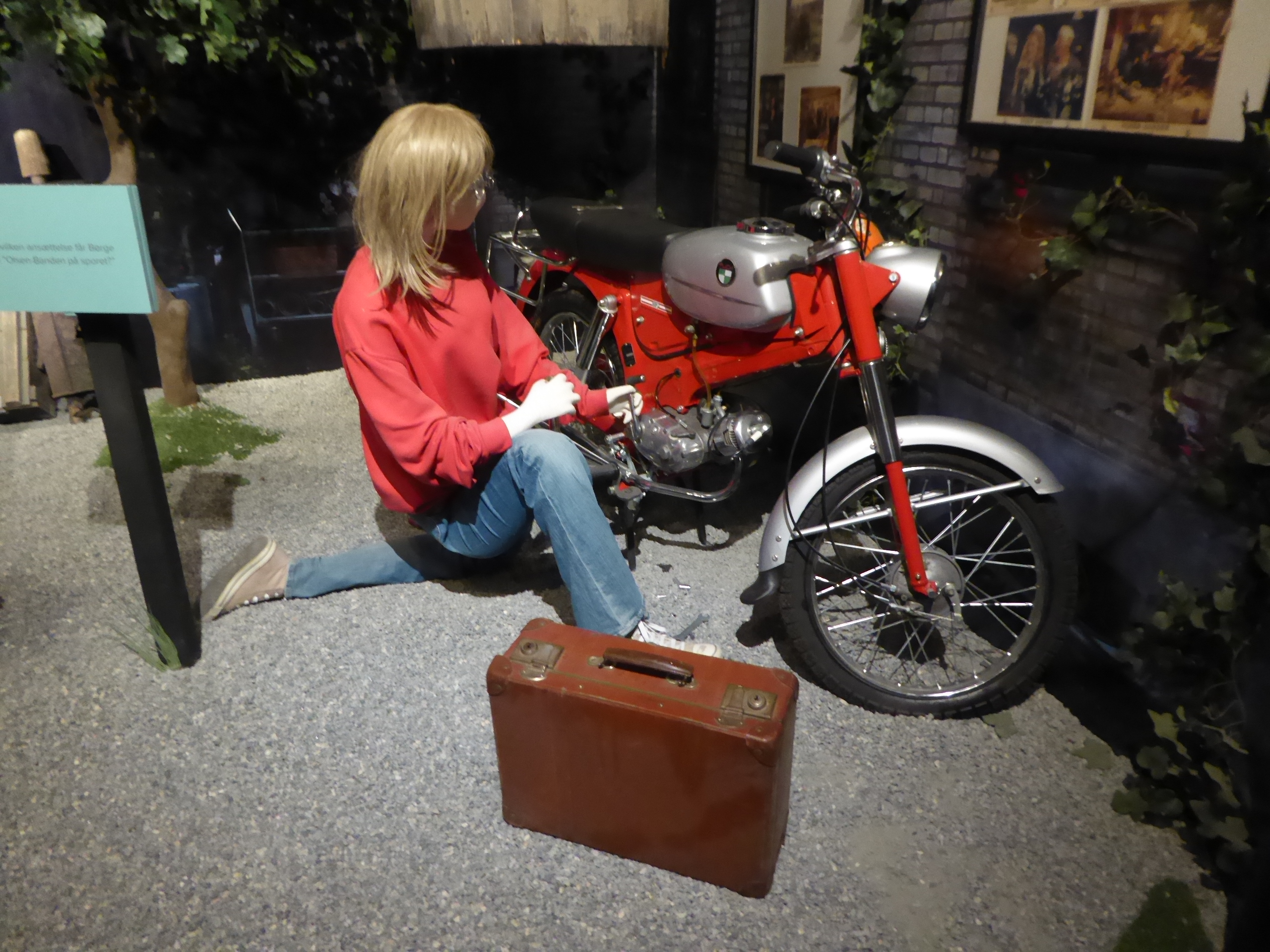
Inscenizacja Børge Jensena przy swoim czerwonym motorowerze

W scenie początkowej trzyosobowy gang Olsena, dodatkowo z udziałem niechcianego przez Egona uzależnionego od alkoholu brata Benny’ego – „Dynamit” Harry’ego, próbuje obrabować kopenhaskie kino z utargu. Gotówka jest przechowywana w sejfie Franz Jäger, w otwieraniu którego Egon – miłośnik cygar – jest mistrzem. Członkowie gangu udają się jako widzowie na wieczorny seans, a następnie ukrywają w kinowej toalecie, gdzie czekają na opuszczenie przez wszystkich kina. Niestety, gdy docierają do sejfu nietrzeźwy Harry nieostrożnie uruchamia alarm, trzej włamywacze uciekają, a Egon Olsen zostaje zatrzymany przez policjantów.
Po wyjściu z więzienia okazuje się, że przed zakładem karnym – inaczej niż zwykle – na Egona czeka tylko „Dynamit” Harry, który został abstynentem, podczas gdy pozostali członkowie gangu Benny i otyły Kjeld postanowili zerwać z przestępczym trybem życia i znaleźli pracę w sklepie spożywczym. Benny dodatkowo zamierza ożenić się z brzydką córką właściciela sklepu, mając nadzieję na wejście do interesu.
Harry usiłuje zaprzyjaźnić się z Egonem, by wspólnie wykonywać „skoki”. Olsen i Harry w nocy włamują się do sklepu i stojącego tam sejfu Franz Jäger. Okazuje się, że jest to przypadkowo sklep, w którym pracują Benny i Kjeld, gdy obaj wchodzą do pomieszczenia z sejfem. Egon i Harry opuszczają sklep, a Benny i Kjeld stojący przy otwartym sejfie zostają przyłapani przez właściciela sklepu, posądzeni o włamanie do sejfu i aresztowani. Egon z pomocą syna Kjelda – Børgego i jego czerwonego motoroweru odbija ich z furgonetki podczas drogi do aresztu. Uwolnionych wtajemnicza w nowy plan „skoku” wszech czasów. Egon ma zamiar wykraść pieniądze pochodzące z nielegalnej działalności, z sejfu przedsiębiorcy Hallandsena. Jednocześnie firmę Hallandsena obserwują policjanci. Podstępem gang Olsena penetruje gabinet Hallandsena. Następnie do wyłączenia alarmu używa zdalnie sterowany model czołgu. Benny i Kjeld „nawalają” i Olsen sam dokonuje rabunku walizki z pieniędzmi z sejfu, lecz zostaje przypadkowo zamknięty w pomieszczeniu chłodniczym. Benny, Kjeld i „Dynamit” Harry przybywają jednak w porę i ratują Olsena od zamarznięcia.
Olsen zyskuje rzadkie uznanie dla swoich umiejętności ze strony policjantów, którzy również chcą aresztować Hallandsena i przybywają do mieszkania Kjelda, by prosić Egona o otwarcie sejfu Hallandsena. Niestety, zrabowana przez gang walizka wypełniona pieniędzmi przepada. W obliczu wizyty policji spanikowany Benny wyrzuca walizkę do śmietnika za oknem, po czym śmieciarka wywozi zawartość śmietnika do spalarni śmieci, gdzie walizka zostaje unicestwiona.

## Obsada
- Ove Sprogøe – Egon Olsen
- Morten Grunwald – Benny Frandsen
- Poul Bundgaard – Kjeld Jensen
- Kirsten Walther – Yvonne Jensen, żona Kjelda
- Jes Holtsø – Børge Jensen, syn Yvonne i Kjelda
- Preben Kaas – Harry „Dynamit”
- Axel Strøbye – detektyw Jensen
- Poul Glargaard – policjant Holm
- Ejner Federspiel – kupiec Købmand Quist
- Birgitte Federspiel – Ragna, córka kupca
- Arthur Jensen – nocny strażnik
- Helle Virkner – sekretarka Hallandsena
- Benny Hansen – policjant
- Jesper Langberg – policjant Mortensen